# NBA All-Rookie Team
De NBA All-Rookie Team is een onderscheiding die wordt uitgereikt in de NBA en die na elk NBA-seizoen wordt toegekend aan de beste nieuwkomers in de competitie. Spelers worden gekozen in het seizoen dat ze hun eerste wedstrijd speelden in de NBA, als een speler zijn eerste seizoen volledig mist door blessures is zijn volgende seizoen pas zijn eerste seizoen. Er wordt een stemming georganiseerd onder de hoofdcoaches waarbij zij niet op hun eigen spelers kunnen stemmen. De onderscheiding wordt uitgereikt sinds het seizoen 1962/63. Tot en met 1987/88 werd er één ploeg gekozen, vanaf het seizoen 1988/89 worden er twee ploegen gekozen, een eerste en een tweede ploeg. In geval van een gelijke stand in punten kan het gebeuren dat een ploeg uit meer dan vijf spelers bestaat. Zo eindigden in 2012 drie spelers (Kawhi Leonard, Iman Shumpert en Brandon Knight) met gelijke punten waren waardoor de eerste ploeg uit zeven spelers bestond. 

## Selecties
| ^               | Speler nog steeds actief in de NBA                                             |
| *               | Opgenomen in de Naismith Memorial Basketball Hall of Fame                      |
| Speler (in vet) | Geeft een speler weer die in hetzelfde jaar ook de NBA Rookie of the Year won. |

### 1962/63 tot 1987/88
| Seizoen | First team                | First team              | Second team      | Second team      |
| Seizoen | Spelers                   | Teams                   | Spelers          | Teams            |
| ------- | ------------------------- | ----------------------- | ---------------- | ---------------- |
| 1962/63 | Terry Dischinger          | Chicago Zephyrs         | Geen tweede team | Geen tweede team |
| 1962/63 | Chet Walker*              | Syracuse Nationals      | Geen tweede team | Geen tweede team |
| 1962/63 | Zelmo Beaty*              | St. Louis Hawks         | Geen tweede team | Geen tweede team |
| 1962/63 | John Havlicek*            | Boston Celtics          | Geen tweede team | Geen tweede team |
| 1962/63 | Dave DeBusschere*         | Detroit Pistons         | Geen tweede team | Geen tweede team |
| 1963/64 | Jerry Lucas*              | Cincinnati Royals       | Geen tweede team | Geen tweede team |
| 1963/64 | Gus Johnson*              | Baltimore Bullets       | Geen tweede team | Geen tweede team |
| 1963/64 | Nate Thurmond*            | San Francisco Warriors  | Geen tweede team | Geen tweede team |
| 1963/64 | Art Heyman                | New York Knicks         | Geen tweede team | Geen tweede team |
| 1963/64 | Rod Thorn                 | Baltimore Bullets       | Geen tweede team | Geen tweede team |
| 1964/65 | Willis Reed*              | New York Knicks         | Geen tweede team | Geen tweede team |
| 1964/65 | Jim Barnes                | New York Knicks         | Geen tweede team | Geen tweede team |
| 1964/65 | Howard Komives            | New York Knicks         | Geen tweede team | Geen tweede team |
| 1964/65 | Lucious Jackson           | Philadelphia 76ers      | Geen tweede team | Geen tweede team |
| 1964/65 | Wali Jones (ex aequo)     | Baltimore Bullets       | Geen tweede team | Geen tweede team |
| 1964/65 | Joe Caldwell (ex aequo)   | Detroit Pistons         | Geen tweede team | Geen tweede team |
| 1965/66 | Rick Barry*               | San Francisco Warriors  | Geen tweede team | Geen tweede team |
| 1965/66 | Billy Cunningham*         | Philadelphia 76ers      | Geen tweede team | Geen tweede team |
| 1965/66 | Tom Van Arsdale           | Detroit Pistons         | Geen tweede team | Geen tweede team |
| 1965/66 | Dick Van Arsdale          | New York Knicks         | Geen tweede team | Geen tweede team |
| 1965/66 | Fred Hetzel               | San Francisco Warriors  | Geen tweede team | Geen tweede team |
| 1966/67 | Lou Hudson*               | St. Louis Hawks         | Geen tweede team | Geen tweede team |
| 1966/67 | Jack Marin                | Baltimore Bullets       | Geen tweede team | Geen tweede team |
| 1966/67 | Erwin Mueller             | Chicago Bulls           | Geen tweede team | Geen tweede team |
| 1966/67 | Cazzie Russell            | New York Knicks         | Geen tweede team | Geen tweede team |
| 1966/67 | Dave Bing*                | Detroit Pistons         | Geen tweede team | Geen tweede team |
| 1967/68 | Earl Monroe*              | Baltimore Bullets       | Geen tweede team | Geen tweede team |
| 1967/68 | Bob Rule                  | Seattle SuperSonics     | Geen tweede team | Geen tweede team |
| 1967/68 | Walt Frazier*             | New York Knicks         | Geen tweede team | Geen tweede team |
| 1967/68 | Al Tucker                 | Seattle SuperSonics     | Geen tweede team | Geen tweede team |
| 1967/68 | Phil Jackson              | New York Knicks         | Geen tweede team | Geen tweede team |
| 1968/69 | Wes Unseld*               | Baltimore Bullets       | Geen tweede team | Geen tweede team |
| 1968/69 | Elvin Hayes*              | San Diego Rockets       | Geen tweede team | Geen tweede team |
| 1968/69 | Bill Hewitt               | Los Angeles Lakers      | Geen tweede team | Geen tweede team |
| 1968/69 | Art Harris                | Seattle SuperSonics     | Geen tweede team | Geen tweede team |
| 1968/69 | Gary Gregor               | Phoenix Suns            | Geen tweede team | Geen tweede team |
| 1969/70 | Lew Alcindor*             | Milwaukee Bucks         | Geen tweede team | Geen tweede team |
| 1969/70 | Bob Dandridge*            | Milwaukee Bucks         | Geen tweede team | Geen tweede team |
| 1969/70 | Jo Jo White*              | Boston Celtics          | Geen tweede team | Geen tweede team |
| 1969/70 | Mike Davis                | Baltimore Bullets       | Geen tweede team | Geen tweede team |
| 1969/70 | Dick Garrett              | Los Angeles Lakers      | Geen tweede team | Geen tweede team |
| 1970/71 | Geoff Petrie              | Portland Trail Blazers  | Geen tweede team | Geen tweede team |
| 1970/71 | Dave Cowens*              | Boston Celtics          | Geen tweede team | Geen tweede team |
| 1970/71 | Pete Maravich*            | Atlanta Hawks           | Geen tweede team | Geen tweede team |
| 1970/71 | Calvin Murphy*            | San Diego Rockets       | Geen tweede team | Geen tweede team |
| 1970/71 | Bob Lanier*               | Detroit Pistons         | Geen tweede team | Geen tweede team |
| 1971/72 | Elmore Smith              | Buffalo Braves          | Geen tweede team | Geen tweede team |
| 1971/72 | Sidney Wicks              | Portland Trail Blazers  | Geen tweede team | Geen tweede team |
| 1971/72 | Austin Carr               | Cleveland Cavaliers     | Geen tweede team | Geen tweede team |
| 1971/72 | Phil Chenier              | Baltimore Bullets       | Geen tweede team | Geen tweede team |
| 1971/72 | Clifford Ray              | Chicago Bulls           | Geen tweede team | Geen tweede team |
| 1972/73 | Bob McAdoo*               | Buffalo Braves          | Geen tweede team | Geen tweede team |
| 1972/73 | Lloyd Neal                | Portland Trail Blazers  | Geen tweede team | Geen tweede team |
| 1972/73 | Fred Boyd                 | Philadelphia 76ers      | Geen tweede team | Geen tweede team |
| 1972/73 | Dwight Davis              | Cleveland Cavaliers     | Geen tweede team | Geen tweede team |
| 1972/73 | Jim Price                 | Los Angeles Lakers      | Geen tweede team | Geen tweede team |
| 1973/74 | Ernie DiGregorio          | Buffalo Braves          | Geen tweede team | Geen tweede team |
| 1973/74 | Ron Behagen               | Kansas City-Omaha Kings | Geen tweede team | Geen tweede team |
| 1973/74 | Mike Bantom               | Phoenix Suns            | Geen tweede team | Geen tweede team |
| 1973/74 | John Brown                | Atlanta Hawks           | Geen tweede team | Geen tweede team |
| 1973/74 | Nick Weatherspoon         | Capital Bullets         | Geen tweede team | Geen tweede team |
| 1974/75 | Jamaal Wilkes*            | Golden State Warriors   | Geen tweede team | Geen tweede team |
| 1974/75 | John Drew                 | Atlanta Hawks           | Geen tweede team | Geen tweede team |
| 1974/75 | Scott Wedman              | Kansas City-Omaha Kings | Geen tweede team | Geen tweede team |
| 1974/75 | Tommy Burleson            | Seattle SuperSonics     | Geen tweede team | Geen tweede team |
| 1974/75 | Brian Winters             | Los Angeles Lakers      | Geen tweede team | Geen tweede team |
| 1975/76 | Alvan Adams               | Phoenix Suns            | Geen tweede team | Geen tweede team |
| 1975/76 | Gus Williams              | Golden State Warriors   | Geen tweede team | Geen tweede team |
| 1975/76 | Joe Meriweather           | Houston Rockets         | Geen tweede team | Geen tweede team |
| 1975/76 | John Shumate              | Buffalo Braves          | Geen tweede team | Geen tweede team |
| 1975/76 | Lionel Hollins            | Portland Trail Blazers  | Geen tweede team | Geen tweede team |
| 1976/77 | Adrian Dantley*           | Buffalo Braves          | Geen tweede team | Geen tweede team |
| 1976/77 | Scott May                 | Chicago Bulls           | Geen tweede team | Geen tweede team |
| 1976/77 | Mitch Kupchak             | Washington Bullets      | Geen tweede team | Geen tweede team |
| 1976/77 | John Lucas II             | Houston Rockets         | Geen tweede team | Geen tweede team |
| 1976/77 | Ron Lee                   | Phoenix Suns            | Geen tweede team | Geen tweede team |
| 1977/78 | Walter Davis              | Phoenix Suns            | Geen tweede team | Geen tweede team |
| 1977/78 | Marques Johnson           | Milwaukee Bucks         | Geen tweede team | Geen tweede team |
| 1977/78 | Bernard King*             | New Jersey Nets         | Geen tweede team | Geen tweede team |
| 1977/78 | Jack Sikma*               | Seattle SuperSonics     | Geen tweede team | Geen tweede team |
| 1977/78 | Norm Nixon                | Los Angeles Lakers      | Geen tweede team | Geen tweede team |
| 1978/79 | Phil Ford                 | Kansas City Kings       | Geen tweede team | Geen tweede team |
| 1978/79 | Mychal Thompson           | Portland Trail Blazers  | Geen tweede team | Geen tweede team |
| 1978/79 | Ron Brewer                | Portland Trail Blazers  | Geen tweede team | Geen tweede team |
| 1978/79 | Reggie Theus              | Chicago Bulls           | Geen tweede team | Geen tweede team |
| 1978/79 | Terry Tyler               | Detroit Pistons         | Geen tweede team | Geen tweede team |
| 1979/80 | Larry Bird*               | Boston Celtics          | Geen tweede team | Geen tweede team |
| 1979/80 | Magic Johnson*            | Los Angeles Lakers      | Geen tweede team | Geen tweede team |
| 1979/80 | Bill Cartwright           | New York Knicks         | Geen tweede team | Geen tweede team |
| 1979/80 | Calvin Natt               | Portland Trail Blazers  | Geen tweede team | Geen tweede team |
| 1979/80 | David Greenwood           | Chicago Bulls           | Geen tweede team | Geen tweede team |
| 1980/81 | Joe Barry Carroll         | Golden State Warriors   | Geen tweede team | Geen tweede team |
| 1980/81 | Darrell Griffith          | Utah Jazz               | Geen tweede team | Geen tweede team |
| 1980/81 | Larry Smith               | Golden State Warriors   | Geen tweede team | Geen tweede team |
| 1980/81 | Kevin McHale*             | Boston Celtics          | Geen tweede team | Geen tweede team |
| 1980/81 | Kelvin Ransey             | Portland Trail Blazers  | Geen tweede team | Geen tweede team |
| 1981/82 | Kelly Tripucka            | Detroit Pistons         | Geen tweede team | Geen tweede team |
| 1981/82 | Jay Vincent               | Dallas Mavericks        | Geen tweede team | Geen tweede team |
| 1981/82 | Isiah Thomas*             | Detroit Pistons         | Geen tweede team | Geen tweede team |
| 1981/82 | Buck Williams             | New Jersey Nets         | Geen tweede team | Geen tweede team |
| 1981/82 | Jeff Ruland               | Washington Bullets      | Geen tweede team | Geen tweede team |
| 1982/83 | Terry Cummings            | San Diego Clippers      | Geen tweede team | Geen tweede team |
| 1982/83 | Clark Kellogg             | Indiana Pacers          | Geen tweede team | Geen tweede team |
| 1982/83 | Dominique Wilkins*        | Atlanta Hawks           | Geen tweede team | Geen tweede team |
| 1982/83 | James Worthy*             | Los Angeles Lakers      | Geen tweede team | Geen tweede team |
| 1982/83 | Quintin Dailey            | Chicago Bulls           | Geen tweede team | Geen tweede team |
| 1983/84 | Ralph Sampson*            | Houston Rockets         | Geen tweede team | Geen tweede team |
| 1983/84 | Steve Stipanovich         | Indiana Pacers          | Geen tweede team | Geen tweede team |
| 1983/84 | Byron Scott               | Los Angeles Lakers      | Geen tweede team | Geen tweede team |
| 1983/84 | Jeff Malone               | Washington Bullets      | Geen tweede team | Geen tweede team |
| 1983/84 | Thurl Bailey (ex aequo)   | Utah Jazz               | Geen tweede team | Geen tweede team |
| 1983/84 | Darrell Walker (ex aequo) | New York Knicks         | Geen tweede team | Geen tweede team |
| 1984/85 | Michael Jordan*           | Chicago Bulls           | Geen tweede team | Geen tweede team |
| 1984/85 | Akeem Olajuwon*           | Houston Rockets         | Geen tweede team | Geen tweede team |
| 1984/85 | Sam Bowie                 | Portland Trail Blazers  | Geen tweede team | Geen tweede team |
| 1984/85 | Charles Barkley*          | Philadelphia 76ers      | Geen tweede team | Geen tweede team |
| 1984/85 | Sam Perkins               | Dallas Mavericks        | Geen tweede team | Geen tweede team |
| 1985/86 | Xavier McDaniel           | Seattle SuperSonics     | Geen tweede team | Geen tweede team |
| 1985/86 | Patrick Ewing*            | New York Knicks         | Geen tweede team | Geen tweede team |
| 1985/86 | Karl Malone*              | Utah Jazz               | Geen tweede team | Geen tweede team |
| 1985/86 | Joe Dumars*               | Detroit Pistons         | Geen tweede team | Geen tweede team |
| 1985/86 | Charles Oakley            | Chicago Bulls           | Geen tweede team | Geen tweede team |
| 1986/87 | Brad Daugherty            | Cleveland Cavaliers     | Geen tweede team | Geen tweede team |
| 1986/87 | Ron Harper                | Cleveland Cavaliers     | Geen tweede team | Geen tweede team |
| 1986/87 | Chuck Person              | Indiana Pacers          | Geen tweede team | Geen tweede team |
| 1986/87 | Roy Tarpley               | Dallas Mavericks        | Geen tweede team | Geen tweede team |
| 1986/87 | Hot Rod Williams          | Cleveland Cavaliers     | Geen tweede team | Geen tweede team |
| 1987/88 | Mark Jackson              | New York Knicks         | Geen tweede team | Geen tweede team |
| 1987/88 | Armen Gilliam             | Phoenix Suns            | Geen tweede team | Geen tweede team |
| 1987/88 | Kenny Smith               | Sacramento Kings        | Geen tweede team | Geen tweede team |
| 1987/88 | Cadillac Anderson         | San Antonio Spurs       | Geen tweede team | Geen tweede team |
| 1987/88 | Derrick McKey             | Seattle SuperSonics     | Geen tweede team | Geen tweede team |

### Vanaf 1987/88
| Seizoen | First team                   | First team                        | Second team                    | Second team                     |
| Seizoen | Spelers                      | Teams                             | Spelers                        | Teams                           |
| ------- | ---------------------------- | --------------------------------- | ------------------------------ | ------------------------------- |
| 1988/89 | Mitch Richmond*              | Golden State Warriors             | Brian Shaw                     | Boston Celtics                  |
| 1988/89 | Willie Anderson              | San Antonio Spurs                 | Rex Chapman                    | Charlotte Hornets               |
| 1988/89 | Hersey Hawkins               | Philadelphia 76ers                | Chris Morris                   | New Jersey Nets                 |
| 1988/89 | Rik Smits                    | Indiana Pacers                    | Rod Strickland                 | New York Knicks                 |
| 1988/89 | Charles Smith                | Los Angeles Clippers              | Kevin Edwards                  | Miami Heat                      |
| 1989/90 | David Robinson*              | San Antonio Spurs                 | J.R. Reid                      | Charlotte Hornets               |
| 1989/90 | Tim Hardaway*                | Golden State Warriors             | Sean Elliott                   | San Antonio Spurs               |
| 1989/90 | Vlade Divac*                 | Los Angeles Lakers                | Stacey King                    | Chicago Bulls                   |
| 1989/90 | Sherman Douglas              | Miami Heat                        | Blue Edwards                   | Utah Jazz                       |
| 1989/90 | Pooh Richardson              | Minnesota Timberwolves            | Glen Rice                      | Miami Heat                      |
| 1990/91 | Kendall Gill                 | Charlotte Hornets                 | Chris Jackson                  | Denver Nuggets                  |
| 1990/91 | Dennis Scott                 | Orlando Magic                     | Gary Payton*                   | Seattle SuperSonics             |
| 1990/91 | Dee Brown                    | Boston Celtics                    | Felton Spencer                 | Minnesota Timberwolves          |
| 1990/91 | Lionel Simmons               | Sacramento Kings                  | Travis Mays                    | Sacramento Kings                |
| 1990/91 | Derrick Coleman              | New Jersey Nets                   | Willie Burton                  | Miami Heat                      |
| 1991/92 | Larry Johnson                | Charlotte Hornets                 | Rick Fox                       | Boston Celtics                  |
| 1991/92 | Dikembe Mutombo*             | Denver Nuggets                    | Terrell Brandon                | Cleveland Cavaliers             |
| 1991/92 | Billy Owens                  | Golden State Warriors             | Larry Stewart                  | Washington Bullets              |
| 1991/92 | Steve Smith                  | Miami Heat                        | Stanley Roberts                | Orlando Magic                   |
| 1991/92 | Stacey Augmon                | Atlanta Hawks                     | Mark Macon                     | Denver Nuggets                  |
| 1992/93 | Shaquille O'Neal*            | Orlando Magic                     | Walt Williams                  | Sacramento Kings                |
| 1992/93 | Alonzo Mourning*             | Charlotte Hornets                 | Robert Horry                   | Houston Rockets                 |
| 1992/93 | Christian Laettner           | Minnesota Timberwolves            | Latrell Sprewell               | Golden State Warriors           |
| 1992/93 | Tom Gugliotta                | Washington Bullets                | Clarence Weatherspoon          | Philadelphia 76ers              |
| 1992/93 | LaPhonso Ellis               | Denver Nuggets                    | Richard Dumas                  | Phoenix Suns                    |
| 1993/94 | Chris Webber*                | Golden State Warriors             | Dino Rađa*                     | Boston Celtics                  |
| 1993/94 | Penny Hardaway               | Orlando Magic                     | Nick Van Exel                  | Los Angeles Lakers              |
| 1993/94 | Vin Baker                    | Milwaukee Bucks                   | Shawn Bradley                  | Philadelphia 76ers              |
| 1993/94 | Jamal Mashburn               | Dallas Mavericks                  | Toni Kukoč*                    | Chicago Bulls                   |
| 1993/94 | Isaiah Rider                 | Minnesota Timberwolves            | Lindsey Hunter                 | Detroit Pistons                 |
| 1994/95 | Jason Kidd*                  | Dallas Mavericks                  | Juwan Howard                   | Washington Bullets              |
| 1994/95 | Grant Hill*                  | Detroit Pistons                   | Eric Montross                  | Boston Celtics                  |
| 1994/95 | Glenn Robinson               | Milwaukee Bucks                   | Wesley Person                  | Phoenix Suns                    |
| 1994/95 | Eddie Jones                  | Los Angeles Lakers                | Jalen Rose                     | Denver Nuggets                  |
| 1994/95 | Brian Grant                  | Sacramento Kings                  | Donyell Marshall (ex aequo)    | Golden State Warriors           |
| 1994/95 | Brian Grant                  | Sacramento Kings                  | Sharone Wright (ex aequo)      | Philadelphia 76ers              |
| 1995/96 | Damon Stoudamire             | Toronto Raptors                   | Kevin Garnett*                 | Minnesota Timberwolves          |
| 1995/96 | Joe Smith                    | Golden State Warriors             | Bryant Reeves                  | Vancouver Grizzlies             |
| 1995/96 | Jerry Stackhouse             | Philadelphia 76ers                | Brent Barry                    | Los Angeles Clippers            |
| 1995/96 | Antonio McDyess              | Denver Nuggets                    | Rasheed Wallace                | Washington Bullets              |
| 1995/96 | Arvydas Sabonis* (ex aequo)  | Portland Trail Blazers            | Tyus Edney                     | Sacramento Kings                |
| 1995/96 | Michael Finley (ex aequo)    | Phoenix Suns                      | Tyus Edney                     | Sacramento Kings                |
| 1996/97 | Shareef Abdur-Rahim          | Vancouver Grizzlies               | Kerry Kittles                  | New Jersey Nets                 |
| 1996/97 | Allen Iverson*               | Philadelphia 76ers                | Ray Allen*                     | Milwaukee Bucks                 |
| 1996/97 | Stephon Marbury              | Minnesota Timberwolves            | Travis Knight                  | Los Angeles Lakers              |
| 1996/97 | Marcus Camby                 | Toronto Raptors                   | Kobe Bryant*                   | Los Angeles Lakers              |
| 1996/97 | Antoine Walker               | Boston Celtics                    | Matt Maloney                   | Houston Rockets                 |
| 1997/98 | Tim Duncan*                  | San Antonio Spurs                 | Tim Thomas                     | Philadelphia 76ers              |
| 1997/98 | Keith Van Horn               | New Jersey Nets                   | Cedric Henderson               | Cleveland Cavaliers             |
| 1997/98 | Brevin Knight                | Cleveland Cavaliers               | Derek Anderson                 | Cleveland Cavaliers             |
| 1997/98 | Žydrūnas Ilgauskas           | Cleveland Cavaliers               | Maurice Taylor                 | Los Angeles Clippers            |
| 1997/98 | Ron Mercer                   | Boston Celtics                    | Bobby Jackson                  | Denver Nuggets                  |
| 1998/99 | Vince Carter                 | Toronto Raptors                   | Michael Dickerson              | Houston Rockets                 |
| 1998/99 | Paul Pierce*                 | Boston Celtics                    | Michael Doleac                 | Orlando Magic                   |
| 1998/99 | Jason Williams               | Sacramento Kings                  | Cuttino Mobley                 | Houston Rockets                 |
| 1998/99 | Mike Bibby                   | Vancouver Grizzlies               | Michael Olowokandi             | Los Angeles Clippers            |
| 1998/99 | Matt Harpring                | Orlando Magic                     | Antawn Jamison                 | Golden State Warriors           |
| 1999/00 | Elton Brand                  | Chicago Bulls                     | Shawn Marion                   | Phoenix Suns                    |
| 1999/00 | Steve Francis                | Houston Rockets                   | Ron Artest                     | Chicago Bulls                   |
| 1999/00 | Lamar Odom                   | Los Angeles Clippers              | James Posey                    | Denver Nuggets                  |
| 1999/00 | Wally Szczerbiak             | Minnesota Timberwolves            | Jason Terry                    | Atlanta Hawks                   |
| 1999/00 | Andre Miller                 | Cleveland Cavaliers               | Chucky Atkins                  | Orlando Magic                   |
| 2000/01 | Mike Miller                  | Orlando Magic                     | Hedo Türkoğlu                  | Sacramento Kings                |
| 2000/01 | Kenyon Martin                | New Jersey Nets                   | Desmond Mason                  | Seattle SuperSonics             |
| 2000/01 | Marc Jackson                 | Golden State Warriors             | Courtney Alexander             | Washington Wizards              |
| 2000/01 | Morris Peterson              | Toronto Raptors                   | Marcus Fizer                   | Chicago Bulls                   |
| 2000/01 | Darius Miles                 | Los Angeles Clippers              | Chris Mihm                     | Cleveland Cavaliers             |
| 2001/02 | Pau Gasol                    | Memphis Grizzlies                 | Jamaal Tinsley                 | Indiana Pacers                  |
| 2001/02 | Shane Battier                | Memphis Grizzlies                 | Richard Jefferson              | New Jersey Nets                 |
| 2001/02 | Jason Richardson             | Golden State Warriors             | Eddie Griffin                  | Houston Rockets                 |
| 2001/02 | Tony Parker                  | San Antonio Spurs                 | Željko Rebrača                 | Detroit Pistons                 |
| 2001/02 | Andrej Kirilenko             | Utah Jazz (5)                     | Vladimir Radmanović (ex aequo) | Seattle SuperSonics             |
| 2001/02 | Andrej Kirilenko             | Utah Jazz (5)                     | Joe Johnson (ex aequo)         | Phoenix Suns                    |
| 2002/03 | Yao Ming*                    | Houston Rockets                   | Manu Ginóbili*                 | San Antonio Spurs               |
| 2002/03 | Amare Stoudemire             | Phoenix Suns                      | Gordan Giriček                 | Memphis Grizzlies Orlando Magic |
| 2002/03 | Caron Butler                 | Miami Heat                        | Carlos Boozer                  | Cleveland Cavaliers             |
| 2002/03 | Drew Gooden                  | Memphis Grizzlies Orlando Magic   | Jay Williams                   | Chicago Bulls                   |
| 2002/03 | Nenê Hilario                 | Denver Nuggets                    | J.R. Bremer                    | Boston Celtics                  |
| 2003/04 | Carmelo Anthony^             | Denver Nuggets                    | Josh Howard                    | Dallas Mavericks                |
| 2003/04 | LeBron James^                | Cleveland Cavaliers               | T.J. Ford                      | Milwaukee Bucks                 |
| 2003/04 | Dwyane Wade                  | Miami Heat                        | Udonis Haslem^                 | Miami Heat                      |
| 2003/04 | Chris Bosh*                  | Toronto Raptors                   | Jarvis Hayes                   | Washington Wizards              |
| 2003/04 | Kirk Hinrich                 | Chicago Bulls                     | Marquis Daniels                | Dallas Mavericks                |
| 2004/05 | Emeka Okafor                 | Charlotte Bobcats                 | Nenad Krstić                   | New Jersey Nets                 |
| 2004/05 | Dwight Howard^               | Orlando Magic                     | Josh Smith                     | Atlanta Hawks                   |
| 2004/05 | Ben Gordon                   | Chicago Bulls                     | Josh Childress                 | Atlanta Hawks                   |
| 2004/05 | Andre Iguodala^              | Philadelphia 76ers                | Jameer Nelson                  | Orlando Magic                   |
| 2004/05 | Luol Deng                    | Chicago Bulls                     | Al Jefferson                   | Boston Celtics                  |
| 2005/06 | Chris Paul^                  | New Orleans/Oklahoma City Hornets | Danny Granger                  | Indiana Pacers                  |
| 2005/06 | Charlie Villanueva           | Toronto Raptors                   | Raymond Felton                 | Charlotte Bobcats               |
| 2005/06 | Andrew Bogut                 | Milwaukee Bucks                   | Luther Head                    | Houston Rockets                 |
| 2005/06 | Deron Williams               | Utah Jazz                         | Marvin Williams                | Atlanta Hawks                   |
| 2005/06 | Channing Frye                | New York Knicks                   | Ryan Gomes                     | Boston Celtics                  |
| 2006/07 | Brandon Roy                  | Portland Trail Blazers            | Paul Millsap^                  | Utah Jazz                       |
| 2006/07 | Andrea Bargnani              | Toronto Raptors                   | Adam Morrison                  | Charlotte Bobcats               |
| 2006/07 | Randy Foye                   | Minnesota Timberwolves            | Tyrus Thomas                   | Chicago Bulls                   |
| 2006/07 | Rudy Gay^                    | Memphis Grizzlies                 | Craig Smith                    | Minnesota Timberwolves          |
| 2006/07 | Jorge Garbajosa (ex aequo)   | Toronto Raptors                   | Rajon Rondo^ (ex aequo)        | Boston Celtics                  |
| 2006/07 | LaMarcus Aldridge (ex aequo) | Portland Trail Blazers            | Walter Herrmann (ex aequo)     | Charlotte Bobcats               |
| 2006/07 | Marcus Williams (ex aequo)   | New Jersey Nets                   | Walter Herrmann (ex aequo)     | Charlotte Bobcats               |
| 2007/08 | Al Horford^                  | Atlanta Hawks                     | Jamario Moon                   | Toronto Raptors                 |
| 2007/08 | Kevin Durant^                | Seattle SuperSonics               | Juan Carlos Navarro            | Memphis Grizzlies               |
| 2007/08 | Luis Scola                   | Houston Rockets                   | Thaddeus Young^                | Philadelphia 76ers              |
| 2007/08 | Al Thornton                  | Los Angeles Clippers              | Rodney Stuckey                 | Detroit Pistons                 |
| 2007/08 | Jeff Green^                  | Seattle SuperSonics               | Carl Landry                    | Houston Rockets                 |
| 2008/09 | Derrick Rose^                | Chicago Bulls                     | Eric Gordon^                   | Los Angeles Clippers            |
| 2008/09 | O.J. Mayo                    | Memphis Grizzlies                 | Kevin Love^                    | Minnesota Timberwolves          |
| 2008/09 | Russell Westbrook^           | Oklahoma City Thunder             | Mario Chalmers^                | Miami Heat                      |
| 2008/09 | Brook Lopez^                 | New Jersey Nets                   | Marc Gasol^                    | Memphis Grizzlies               |
| 2008/09 | Michael Beasley              | Miami Heat                        | D.J. Augustin^ (ex aequo)      | Charlotte Bobcats               |
| 2008/09 | Michael Beasley              | Miami Heat                        | Rudy Fernández (ex aequo)      | Portland Trail Blazers          |
| 2009/10 | Tyreke Evans                 | Sacramento Kings                  | Marcus Thornton                | New Orleans Hornets             |
| 2009/10 | Brandon Jennings             | Milwaukee Bucks                   | DeJuan Blair                   | San Antonio Spurs               |
| 2009/10 | Stephen Curry^               | Golden State Warriors             | James Harden^                  | Oklahoma City Thunder           |
| 2009/10 | Darren Collison              | New Orleans Hornets               | Jonny Flynn                    | Minnesota Timberwolves          |
| 2009/10 | Taj Gibson^                  | Chicago Bulls                     | Jonas Jerebko                  | Detroit Pistons                 |
| 2010/11 | Blake Griffin^               | Los Angeles Clippers              | Greg Monroe                    | Detroit Pistons                 |
| 2010/11 | John Wall^                   | Washington Wizards                | Wesley Johnson                 | Minnesota Timberwolves          |
| 2010/11 | Landry Fields                | New York Knicks                   | Eric Bledsoe^                  | Los Angeles Clippers            |
| 2010/11 | DeMarcus Cousins^            | Sacramento Kings                  | Derrick Favors^                | Utah Jazz                       |
| 2010/11 | Gary Neal^                   | San Antonio Spurs                 | Paul George^                   | Indiana Pacers                  |
| 2011/12 | Kyrie Irving^                | Cleveland Cavaliers               | Isaiah Thomas^                 | Sacramento Kings                |
| 2011/12 | Ricky Rubio^                 | Minnesota Timberwolves            | MarShon Brooks                 | New Jersey Nets                 |
| 2011/12 | Kenneth Faried               | Denver Nuggets                    | Chandler Parsons               | Houston Rockets                 |
| 2011/12 | Klay Thompson^               | Golden State Warriors             | Tristan Thompson^              | Cleveland Cavaliers             |
| 2011/12 | Kawhi Leonard^ (ex aequo)    | San Antonio Spurs                 | Tristan Thompson^              | Cleveland Cavaliers             |
| 2011/12 | Iman Shumpert (ex aequo)     | New York Knicks                   | Derrick Williams               | Minnesota Timberwolves          |
| 2011/12 | Brandon Knight (ex aequo)    | Detroit Pistons                   | Derrick Williams               | Minnesota Timberwolves          |
| 2012/13 | Damian Lillard^              | Portland Trail Blazers            | Andre Drummond^                | Detroit Pistons                 |
| 2012/13 | Bradley Beal^                | Washington Wizards                | Jonas Valančiūnas^             | Toronto Raptors                 |
| 2012/13 | Anthony Davis^               | New Orleans Hornets               | Michael Kidd-Gilchrist         | Charlotte Bobcats               |
| 2012/13 | Dion Waiters                 | Cleveland Cavaliers               | Kyle Singler                   | Detroit Pistons                 |
| 2012/13 | Harrison Barnes^             | Golden State Warriors             | Tyler Zeller                   | Cleveland Cavaliers             |
| 2013/14 | Michael Carter-Williams^     | Philadelphia 76ers                | Kelly Olynyk^                  | Boston Celtics                  |
| 2013/14 | Victor Oladipo^              | Orlando Magic                     | Giannis Antetokounmpo^         | Milwaukee Bucks                 |
| 2013/14 | Trey Burke^                  | Utah Jazz                         | Gorgui Dieng^                  | Minnesota Timberwolves          |
| 2013/14 | Mason Plumlee^               | Brooklyn Nets                     | Cody Zeller^                   | Charlotte Bobcats               |
| 2013/14 | Tim Hardaway Jr.^            | New York Knicks                   | Steven Adams^                  | Oklahoma City Thunder           |
| 2014/15 | Andrew Wiggins^              | Minnesota Timberwolves            | Marcus Smart^                  | Boston Celtics                  |
| 2014/15 | Nikola Mirotić               | Chicago Bulls                     | Zach LaVine^                   | Minnesota Timberwolves          |
| 2014/15 | Nerlens Noel^                | Philadelphia 76ers                | Bojan Bogdanović^              | Brooklyn Nets                   |
| 2014/15 | Elfrid Payton^               | Orlando Magic                     | Jusuf Nurkić^                  | Denver Nuggets                  |
| 2014/15 | Jordan Clarkson^             | Los Angeles Lakers                | Langston Galloway^             | New York Knicks                 |
| 2015/16 | Karl-Anthony Towns^          | Minnesota Timberwolves            | Justise Winslow^               | Miami Heat                      |
| 2015/16 | Kristaps Porziņģis^          | New York Knicks                   | D'Angelo Russell^              | Los Angeles Lakers              |
| 2015/16 | Devin Booker^                | Phoenix Suns                      | Emmanuel Mudiay                | Denver Nuggets                  |
| 2015/16 | Nikola Jokić^                | Denver Nuggets                    | Myles Turner^                  | Indiana Pacers                  |
| 2015/16 | Jahlil Okafor^               | Philadelphia 76ers                | Willie Cauley-Stein^           | Sacramento Kings                |
| 2016/17 | Malcolm Brogdon^             | Milwaukee Bucks                   | Jamal Murray^                  | Denver Nuggets                  |
| 2016/17 | Dario Šarić^                 | Philadelphia 76ers                | Jaylen Brown^                  | Boston Celtics                  |
| 2016/17 | Joel Embiid^                 | Philadelphia 76ers                | Marquese Chriss^               | Phoenix Suns                    |
| 2016/17 | Buddy Hield^                 | New Orleans Pelicans              | Brandon Ingram^                | Los Angeles Lakers              |
| 2016/17 | Willy Hernangómez^           | New York Knicks                   | Yogi Ferrell                   | Dallas Mavericks                |
| 2017/18 | Ben Simmons^                 | Philadelphia 76ers                | Dennis Smith Jr.^              | Dallas Mavericks                |
| 2017/18 | Donovan Mitchell^            | Utah Jazz                         | Lonzo Ball^                    | Los Angeles Lakers              |
| 2017/18 | Jayson Tatum^                | Boston Celtics                    | John Collins^                  | Atlanta Hawks                   |
| 2017/18 | Kyle Kuzma^                  | Los Angeles Lakers                | Bogdan Bogdanović^             | Sacramento Kings                |
| 2017/18 | Lauri Markkanen^             | Chicago Bulls                     | Josh Jackson^                  | Phoenix Suns                    |
| 2018/19 | Luka Dončić^                 | Dallas Mavericks                  | Shai Gilgeous-Alexander^       | Los Angeles Clippers            |
| 2018/19 | Trae Young^                  | Atlanta Hawks                     | Collin Sexton^                 | Cleveland Cavaliers             |
| 2018/19 | Deandre Ayton^               | Phoenix Suns                      | Landry Shamet^                 | Los Angeles Clippers            |
| 2018/19 | Jaren Jackson Jr.^           | Memphis Grizzlies                 | Mitchell Robinson^             | New York Knicks                 |
| 2018/19 | Marvin Bagley III^           | Sacramento Kings                  | Kevin Huerter^                 | Atlanta Hawks                   |
| 2019/20 | Ja Morant^                   | Memphis Grizzlies                 | Tyler Herro^                   | Miami Heat                      |
| 2019/20 | Kendrick Nunn^               | Miami Heat                        | Terence Davis^                 | Toronto Raptors                 |
| 2019/20 | Brandon Clarke^              | Memphis Grizzlies                 | Coby White^                    | Chicago Bulls                   |
| 2019/20 | Zion Williamson^             | New Orleans Pelicans              | P.J. Washington^               | Charlotte Hornets               |
| 2019/20 | Eric Paschall^               | Golden State Warriors             | Rui Hachimura^                 | Washington Wizards              |
| 2020/21 | LaMelo Ball^                 | Charlotte Hornets                 | Immanuel Quickley^             | New York Knicks                 |
| 2020/21 | Anthony Edwards^             | Minnesota Timberwolves            | Desmond Bane^                  | Memphis Grizzlies               |
| 2020/21 | Tyrese Haliburton^           | Sacramento Kings                  | Isaiah Stewart^                | Detroit Pistons                 |
| 2020/21 | Saddiq Bey^                  | Detroit Pistons                   | Isaac Okoro^                   | Cleveland Cavaliers             |
| 2020/21 | Jae'Sean Tate^               | Houston Rockets                   | Patrick Williams^              | Chicago Bulls                   |
| 2021/22 | Scottie Barnes^              | Toronto Raptors                   | Herbert Jones^                 | New Orleans Pelicans            |
| 2021/22 | Evan Mobley^                 | Cleveland Cavaliers               | Chris Duarte^                  | Indiana Pacers                  |
| 2021/22 | Cade Cunningham^             | Detroit Pistons                   | Bones Hyland^                  | Denver Nuggets                  |
| 2021/22 | Franz Wagner^                | Orlando Magic                     | Ayo Dosunmu^                   | Chicago Bulls                   |
| 2021/22 | Jalen Green^                 | Houston Rockets                   | Josh Giddey^                   | Oklahoma City Thunder           |
| 2022/23 | Paolo Banchero^              | Orlando Magic                     | Jalen Duren^                   | Detroit Pistons                 |
| 2022/23 | Walker Kessler^              | Utah Jazz                         | Tari Eason^                    | Houston Rockets                 |
| 2022/23 | Bennedict Mathurin^          | Indiana Pacers                    | Jaden Ivey^                    | Detroit Pistons                 |
| 2022/23 | Keegan Murray^               | Sacramento Kings                  | Jabari Smith Jr.^              | Houston Rockets                 |
| 2022/23 | Jalen Williams^              | Oklahoma City Thunder             | Jeremy Sochan^                 | San Antonio Spurs               |
| 2023/24 | Victor Wembanyama^           | San Antonio Spurs                 | Dereck Lively II^              | Dallas Mavericks                |
| 2023/24 | Chet Holmgren^               | Oklahoma City Thunder             | GG Jackson^                    | Memphis Grizzlies               |
| 2023/24 | Brandon Miller^              | Charlotte Hornets                 | Keyonte George^                | Utah Jazz                       |
| 2023/24 | Jaime Jaquez Jr.^            | Miami Heat                        | Amen Thompson^                 | Houston Rockets                 |
| 2023/24 | Brandin Podziemski^          | Golden State Warriors             | Cason Wallace^                 | Oklahoma City Thunder           |
| 2024/25 | Zach Edey^                   | Memphis Grizzlies                 | Matas Buzelis^                 | Chicago Bulls                   |
| 2024/25 | Stephon Castle^              | San Antonio Spurs                 | Bub Carrington^                | Washington Wizards              |
| 2024/25 | Jaylen Wells^                | Memphis Grizzlies                 | Yves Missi^                    | New Orleans Pelicans            |
| 2024/25 | Alex Sarr^                   | Washington Wizards                | Donovan Clingan^               | Portland Trail Blazers          |
| 2024/25 | Zaccharie Risacher^          | Atlanta Hawks                     | Kel'el Ware^                   | Miami Heat                      |